# Succursale de Saint-Pétersbourg de la Banque marchande de Moscou
Le bâtiment de la succursale de Saint-Pétersbourg de la Banque marchande de Moscou est un monument architectural situé dans le District central de Saint-Pétersbourg, au 46 de la perspective Nevski. Il s'agit du premier bâtiment de style Art nouveau édifié sur la perspective Nevski, construit par Léon Nikolaïevitch Benois en 1901-1902. 

## Histoire et description
À la fin du XIXe siècle, le bureau de Saint-Pétersbourg de la Banque marchande de Moscou possédait un terrain aux 44 et 46 Nevsky. Un concours architectural privé a eu lieu. La construction a commencé en 1901 avec le renforcement des murs des maisons voisines et s'est achevée à l'automne 1902.

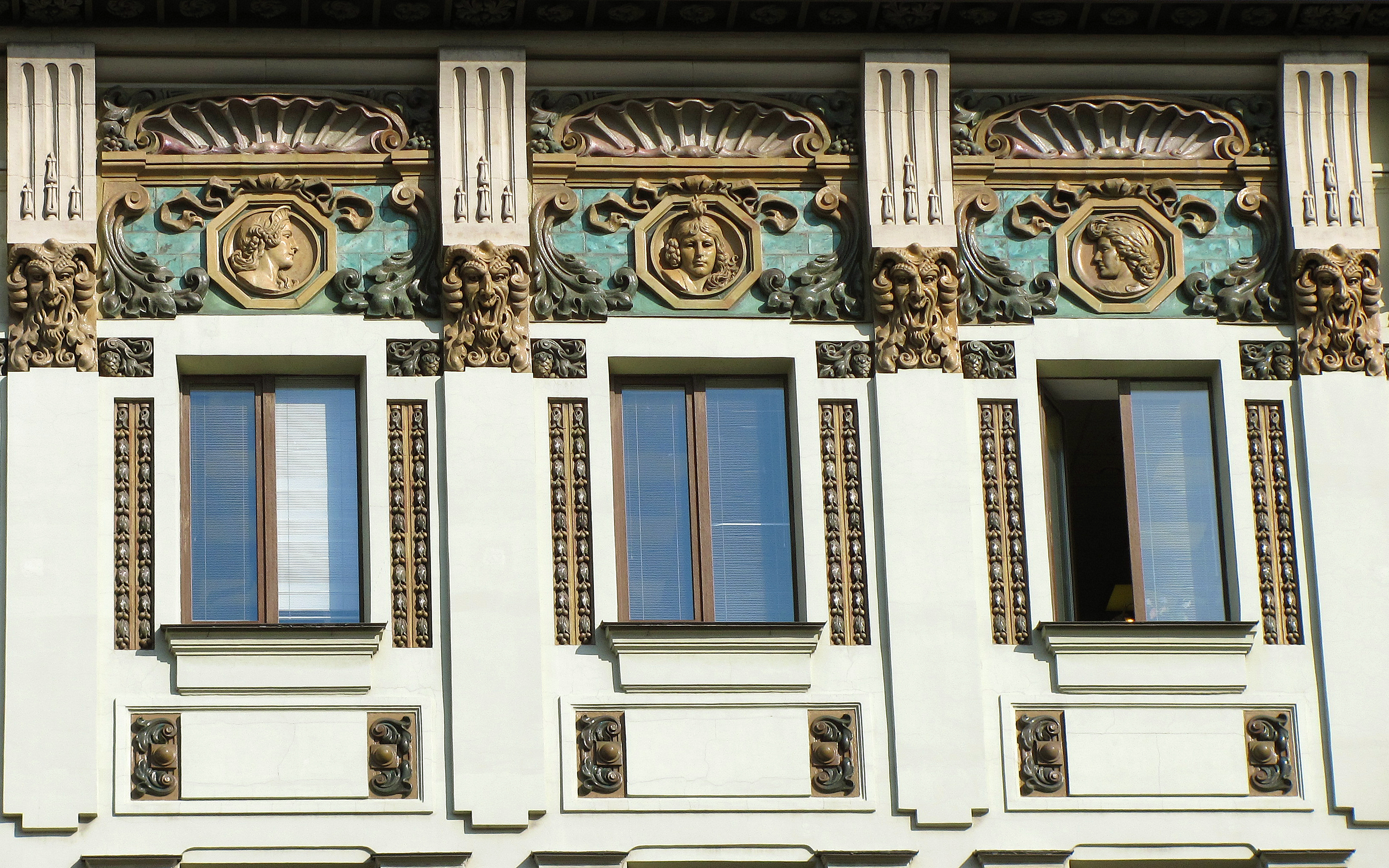
Détails de la frise

Au-dessus de l'étage supérieur passe la corniche-console en fer forgé avec du cuivre. La décoration du bâtiment augmente de bas en haut, des inserts avec des ornements végétaux, des mascarons, des rainures triples aux troisième et quatrième étages. Au-dessus des fenêtres de l'étage supérieur passe une frise en céramique, œuvre de l'entreprise Émile Muller avec des mascarons satyres, figures féminines, têtes de putto, peinte dans une teinte bronze sur un fond turquoise, combiné avec des coquillages nacrés. L'idée de faire tous les murs avec de la pierre naturelle a été rejetée, le granit ne couvre que les étages inférieurs, sinon le bâtiment est plâtré. Sur la façade il y avait un espace pour la publicité. La porte du bâtiment est décorée de moulures décoratives avec des feuillages, des ouvertures cintrées et des niches.
Un passage menait à la salle des opérations située au deuxième étage de l'aile transversale. 
La salle des opérations était aménagée avec des bureaux de la société « F. Meltzer », était éclairée par des fenêtres et des lanternes en verre. Son mobilier et son design n'ont pas été conservés, puisque le bâtiment a changé à plusieurs reprises de fonction et de propriétaires (en particulier, dans les années 2000, il abritait le restaurant-casino Hollywood).
Après la Seconde Guerre mondiale, tout le décor du bâtiment fut recouvert de peinture unie. L'édifice a été restauré en 1955, en 1987 et en 2006. 
Les contemporains, en particulier V.S. Karpovich et V.P. Apyshkov, ont parlé du bâtiment comme « d'une heureuse exception à la masse des contrefaçons de la décadence » avec « l'absence de mensonges architecturaux ». Pour Benois lui-même, c'était aussi « un essai de plume dans un style nouveau » (à son avis, il « n'a pas tout à fait réussi à démontrer une sorte d'innovation », qui se manifestait par l'inadéquation et le manque de conviction de certains détails de la façade, en particulier les vitrines et l'attique ; le style Art Nouveau a été utilisé avec compromis, en combinaison avec les bâtiments voisins). Par la suite, l'architecte ne s'est pas tourné vers le modernisme dans sa forme pure.